# Acipenseriformes
Gli Acipenseriformi (Acipenseriformes Berg, 1940) sono un ordine che comprende 27 specie di attinopterigi basali, suddivisi in due famiglie attuali, Acipenseridae (gli storioni) e Polyodontidae (i pesci spatola).

## Descrizione
Le specie appartenenti all'ordine presentano le seguenti caratteristiche fisiche in comune:
- endoscheletro cartilagineo, che però, diversamente da quello dei condritti, è un carattere derivato, in quanto gli antenati degi acipenseriformi possedevano uno scheletro osseo.[2]
- assenza di corpo vertebrale, al posto del quale è presente la notocorda.[3]
- valvola spirale dell'intestino[4]
- cono arterioso[senza fonte]

## Paleontologia
Si suppone che gli acipenseriformi siano strettamente imparentati con alcuni pesci predatori risalenti al Triassico, come Birgeria. I primi fossili attribuiti a quest'ordine risalgono sempre al Triassico (circa 220 milioni di anni fa), con il genere Errolichthys del Madagascar e dell'Europa. Nella parte iniziale del Giurassico (circa 200 - 180 milioni di anni fa) è nota la famiglia dei condrosteidi (Chondrosteidae), con forme quali Chondrosteus, Strongylosteus e Gyrosteus, alcune delle quali potevano oltrepassare i 5 metri di lunghezza. All'inizio del Cretaceo (circa 120 milioni di anni fa) si svilupparono altre forme come i peipiaosteidi, lunghi circa un metro e dal cranio corto. Le origini delle forme attuali vanno ricercate nel corso del Cretaceo: nel Cretaceo inferiore (circa 120 milioni di anni fa) in Cina è noto il più antico pesce spatola, Protopsephurus, mentre in Nordamerica nel Cretaceo superiore si svilupparono i primi storioni (Priscosturion). Nel corso del Cenozoico sopravvissero solo storioni e pesci spatola (come Crossopholis dell'Eocene).

## Tassonomia

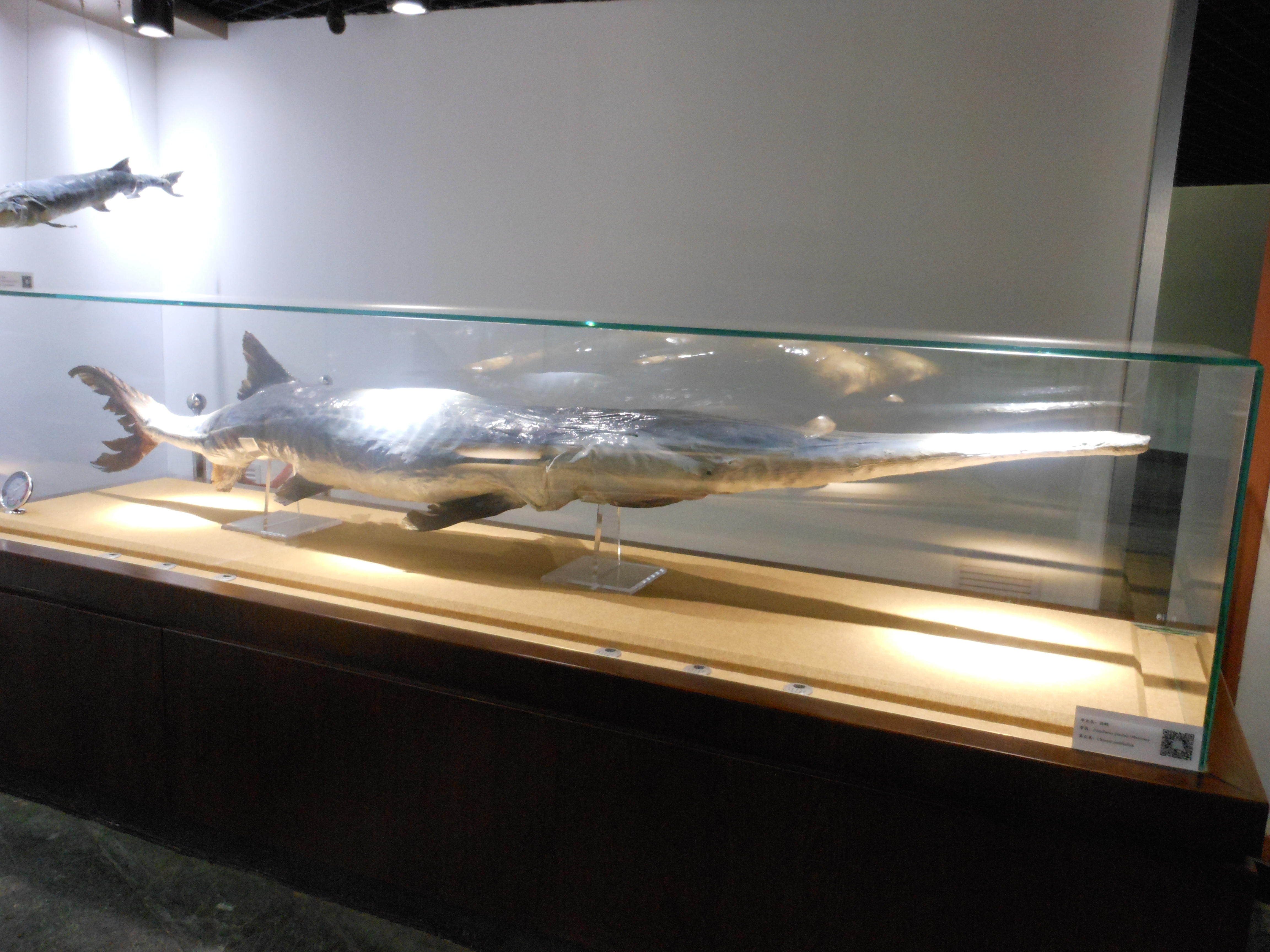
Un esemplare di Psephurus gladius, specie dichiarata estinta nel 2020, esposta nell'Istituto di idrobiologia di Wuhan, Cina

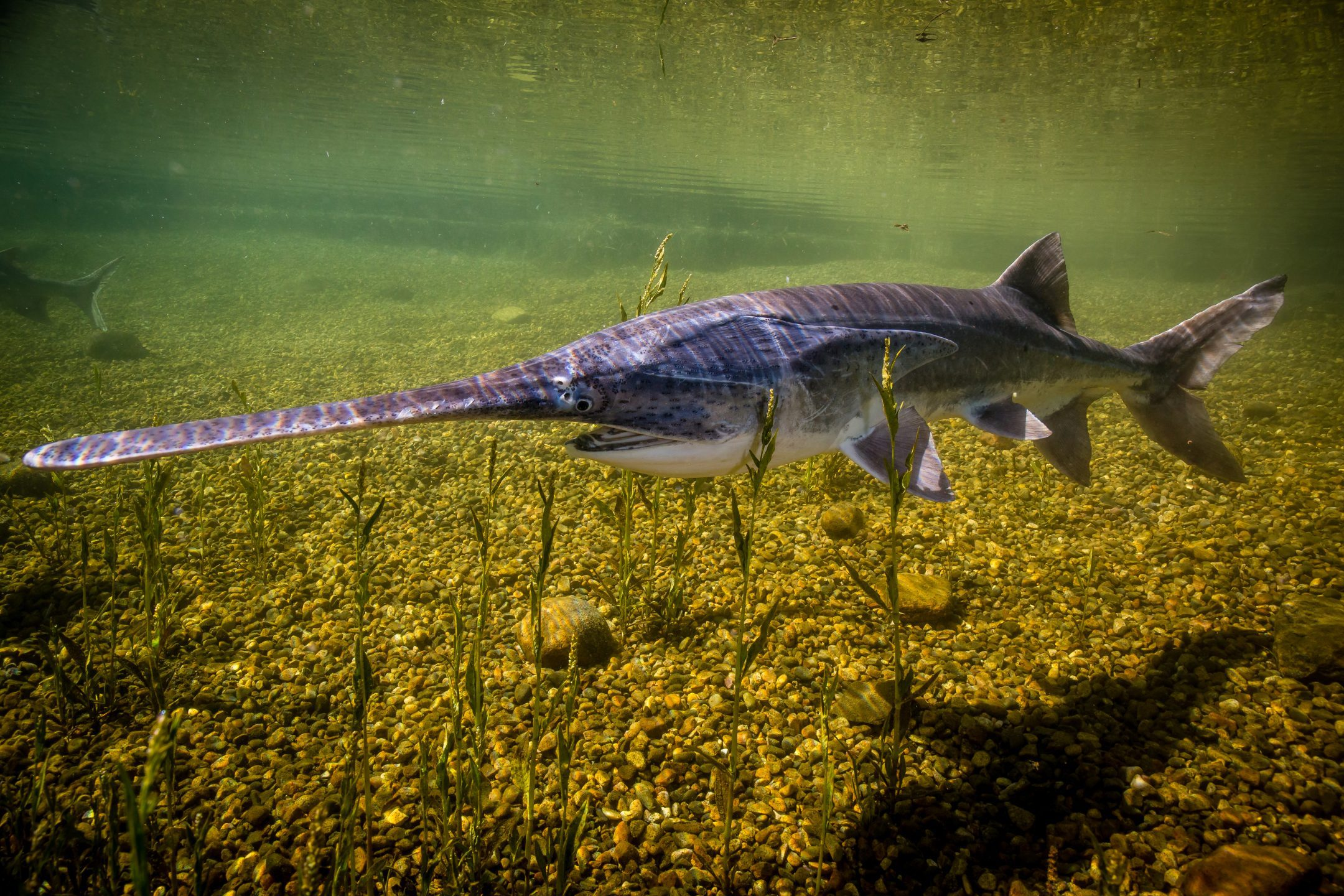
Polyodon spathula

- Ordine Acipenseriformes Berg, 1940
  - †Hesperopsephurus Nesov, 1997
  - †Neochallaia Rusconi, 1949
  - †Psephuroides Nesov, 1997
  - Famiglia †Errolichthyidae Lehman, 1952
    - †Errolichthys Lehman, 1952
    - †Psilichthys Hall, 1900

  - Sottordine †Chondrosteoidei
    - Famiglia †Chondrosteidae Huxley 1861 
      - †Chondrosteus Agassiz, 1943 (ex Egerton, 1858)
      - †Eochondrosteus Lu, Li e Yang, 2005
      - †Gyrosteus Morris, 1854
      - †Strongylosteus Egerton, 1858

  - Sottordine †Peipiaosteoidei Grande e Bemis, 1996
    - Famiglia †Peipiaosteidae Liu e Zhou, 1965
      - †Gualolepis Lopez-Arbarello, Rogers e Puerta, 2006
      - Sottofamiglia †Spherosteinae Grande e Bemis, 1996
        - †Sphenosteus Jakovlev, 1968
        - †Yanosteus Jin et al., 1995

      - Sottofamiglia †Peipiaosteinae Liu e Zhou, 1965
        - †Peipiaosteus Liu e Zhou, 1965
        - †Stichopterus Reis, 1909

  - Sottordine Acipenseroidei Grande e Bemis, 1996
    - Polyodontidae Bonaparte, 1838 (Pesci spatola)
      - †Pugiopsephurus Hilton et al., 2023
      - †Parapsephurus Hilton et al., 2023
      - Sottofamiglia †Protopsephurinae Grande e Bemis, 1996
        - †Protopsephurus Lu, 1994

      - Sottofamiglia †Paleopsephurinae Grande e Bemis, 1996
        - †Paleopsephurus MacAlpin, 1941

      - Sottofamiglia Polyodontinae Grande e Bemis, 1991 non Pflugfelder, 1934
        - †Crossopholis Cope, 1883
        - Polyodon Lacépède, 1797 (Pesce spatola americano)
        - †Psephurus Günther, 1873 (Pesce spatola cinese)

    - Famiglia Acipenseridae Bonaparte, 1831 sensu Bemis et al., 1997 (Storioni)
      - †Protoscaphirhynchus Wilimovsky, 1956
      - †Engdahlichthys Murray et al., 2020
      - †Anchiacipenser Sato, Murray, Vernygora and Currie, 2019
      - †Priscosturion Grande & Hilton, 2009 [Psammorhynchus Grande & Hilton, 2006]
      - †Boreiosturion Murray et al., 2023
      - Sottofamiglia Acipenserinae Bonaparte, 1831
        - Acipenser Linnaeus, 1758
        - Huso J. F. Brandt e Ratzeburg, 1833

      - Sottofamiglia Scaphirhynchinae Gill, 1890
        - Scaphirhynchus Heckel, 1835
        - Pseudoscaphirhynchus Nikolskii, 1900